# Центральні багатокутні числа
Центральні багатокутні числа показують, на яку максимальну кількість частин можна розрізати коло прямими лініями. Відносяться до  фігурних чисел.
- a(0) = 1
- a(1) = 2
- a(2) = 4
- a(3) = 7
- a(n) = n × (n + 1)/2 + 1

Аналогом центральних багатокутних чисел для тримірного куба є число торта.

## Формула і послідовність
Максимальне число p шматків, які можуть бути зроблені з допомогою n розрізів, де n ≥ 0, визначається за формулою
{\displaystyle p={\frac {n^{2}+n+2}{2}}.}
Використовуючи біноміальні коефіцієнти, формула може бути вираженою наступним чином
{\displaystyle p={\tbinom {n+1}{2}}+1={\tbinom {n}{2}}+{\tbinom {n}{1}}+{\tbinom {n}{0}}.}
послідовність A000124 з Онлайн енциклопедії послідовностей цілих чисел, OEIS, що починається з {\displaystyle n=0}, дає
1, 2, 4, 7, 11, 16, 22, 29, 37, 46, 56, 67, 79, 92, 106, 121, 137, 154, 172, 191, 211, …
Кожне число дорівнює 1 плюс трикутне число.